# Schoutedenapus
Schoutedenapus es un género de aves apodiformes pertenecientes a la familia Apodidae cuyos miembros habitan en el África Subsahariana. El término Schoutedenapus significa «vencejo de Schouteden», en honor del zoólogo belga Henri Schouteden.
Es la única especie del género Schoutedenapus. El vencejo de Schouteden (Schoutedenapus schoutedeni) se consideraba antes una especie distinta, pero se descubrió que era un vencejo juvenil o subadulto más oscuro y escaso de la subespecie chapini.

## Especies
El género contiene dos especies:
- Schoutedenapus myoptilus - vencejo de Shoa;
- Schoutedenapus schoutedeni - vencejo del Congo.